# Polyptychus carteri
Polyptychus carteri là một loài bướm đêm thuộc họ Sphingidae. Nó được tìm thấy ở các khu rừng vùng đất thấp from Sierra Leone to the Congo và Uganda.
Chiều dài cánh trước là 33–35 mm. Đầu và thân có màu nâu hơi xám nhạt. Cánh truwosc có màu nâu hơi xám nhạt.